# Aeroportul Compton/Woodley
Aeroportul Compton/Woodley (IATA: CPM, ICAO: KCPM, FAA LID: CPM) este un aeroport din California, Statele Unite ale Americii.
Situat la o altitudine de 30 m, aeroportul dispune de 2 piste.

## Infrastructură

### Piste
Aeroportul dispune de 2 piste. Pista 7L/25R are suprafața de asfalt și dimensiunile 3.323 picioare × 60 picioare. Pista 07R/25L are suprafața de asfalt și dimensiunile 3.322 picioare × 60 picioare. 